# Panhard VBL
Panhard VBL (фр. Panhard Véhicule Blindé Léger), також відомий як просто VBL — бронеавтомобіль-всюдихід з колісною формулою 4×4 створений компанією Panhard. Машина виробляється у різних конфігураціях. Була розроблена, щоб поєднати спритність Peugeot VLTT з сучасною добре захищеною від стрілецької зброї, осколків, мін та ядерної, хімічної і біологічної зброї машиною.
VBL може вплав долати водні перешкоди зі швидкістю 5,4 км/год; також він призначений для транспортування літаками C-130, C-160 та A400M. Був розроблений у 1980-их і прийнятий на службу у Франції у 1990. Витрата палива складає 16 літрв на 100 км.

## Бойове використання

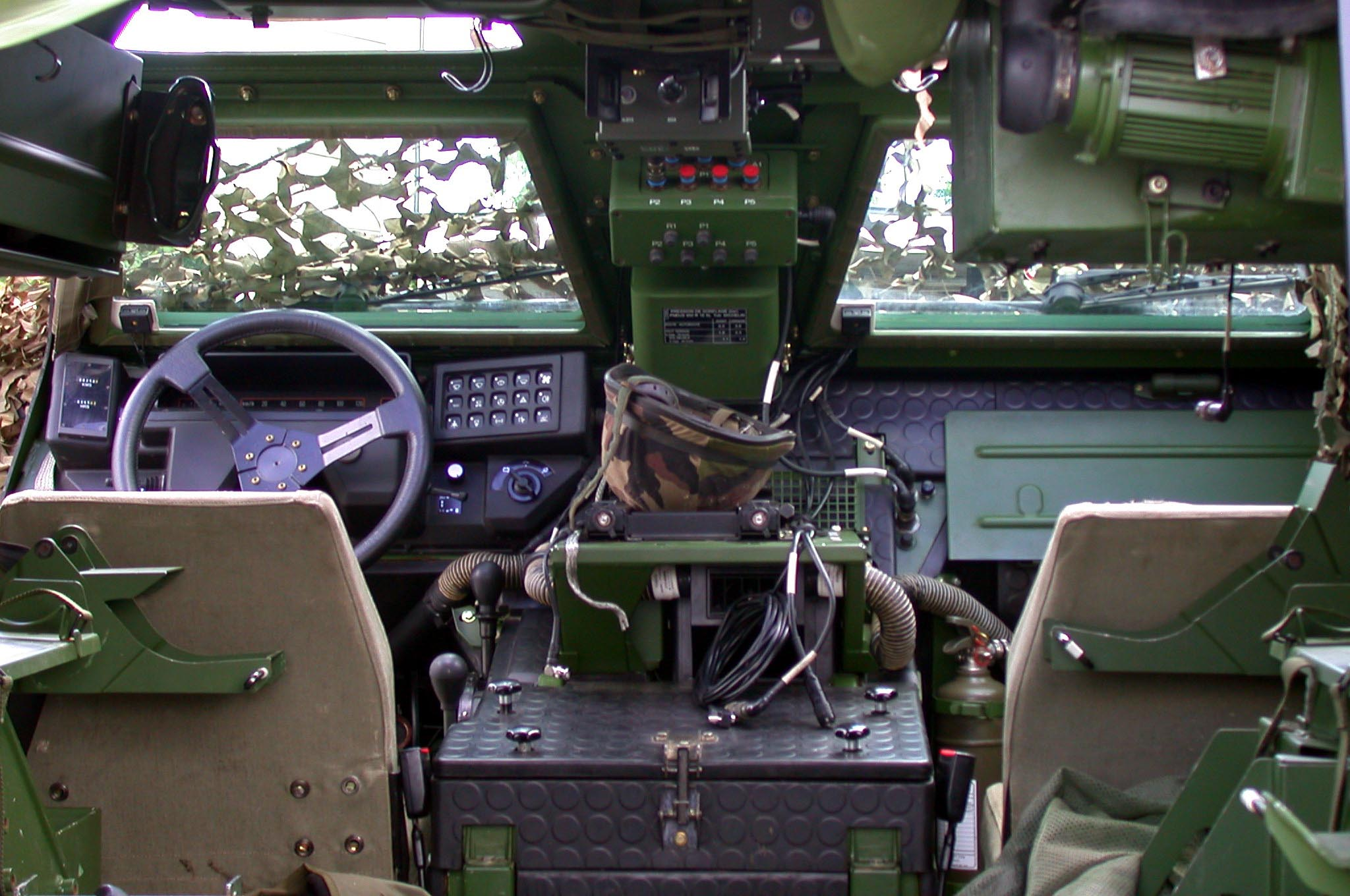
Усередені VBL

VBL використовували у багатьох миротворчих операціях, особливо у Боснії, Лівані, Сомалі та Косово.
У 2000-х та 2010-х VBL використаний французькими силами у Кот-д'Івуарі, Афганістані та Північному Маліі.
Через участь французької армії у миротворчих операціях у Югославії, VBL запам'ятався під час Облоги Сараєво, отримавши прізвисько «Таксі з Сараєво».
Нігерійська армія використовувала Panhard VBL M11 під час операцій по боротьбі повстанцями в дельті Нігера, а також у операціях по боротьбі з повстанцями на півночі країни у 2013. Версія машини для нігерійської армії мала на озброєнні кулемет калібру 12,7×99 мм НАТО Browning HMG.

## Варіанти
Французькі версії
- VBL MILAN:[1] Протитанкова ракетна платформа середньої дальності дії (до 2000 метрів). Встановлено один комплекс ПТРК MILAN та шість ракет, з тепловізором MIRA.
- VBL ERYX: Протитанкова ракетна платформа малої дальності дії (до 600 метрів). Встановлено один комплекс ПТРК ERYX та чотири ракети, з тепловізійними окулярами MIRABEL. Додаткове озброєння — кулемет калібру 7,62 мм (1400 патронів).
- VB2L POSTE DE COMMANDEMENT: («VBL Довгий») Командирська версія. Подовжена версія зі встановленими радіоприймачами для зв'єяку на великій дальності. Озброєна кулеметом калібру 7,62 мм (1400 набоїв). Особливе обладнання: Робоча станція з картою і розкладний стіл, додаткові батареї, для живлення радіо, що дають до 8 годин додаткового витривалість, і складне сидіння для 4 членів екіпажу.
- VBL RECO 12.7: Розвідувально-бойовий варіант. Встановлено один передавач/отримувач VHF (французька версія), система радіо/ТПП та один кулемет M2 з екраном. Додаткове обладнання: деккілька пускових установок протипіхотних гранат FLY-K (PL 127) — Швидкість вогню : 375 пострілів/хвилн — дульна швидкість: 244 м/с, Ефективна дальність: по площі: 2200 м; по цілі: 1500 м, Осколковий ефект : 15 м — бронеураження: 50 мм.
- VBL AT4CS: Протитанкова ракетна платформа дуже малої дальності дії (<250 метрів). Має 1 або 2 передавачу VHF, систему радіо/ТПП та a x 84 мм AT4CS заряди готові для використання, які можуть пробити броню товщиною 550 мм (бронетехніка без додаткового захисту) або 1.5 м бетону.  Додаткова зброя: один кулемет калібру 7,62 мм (1400 набоїв).

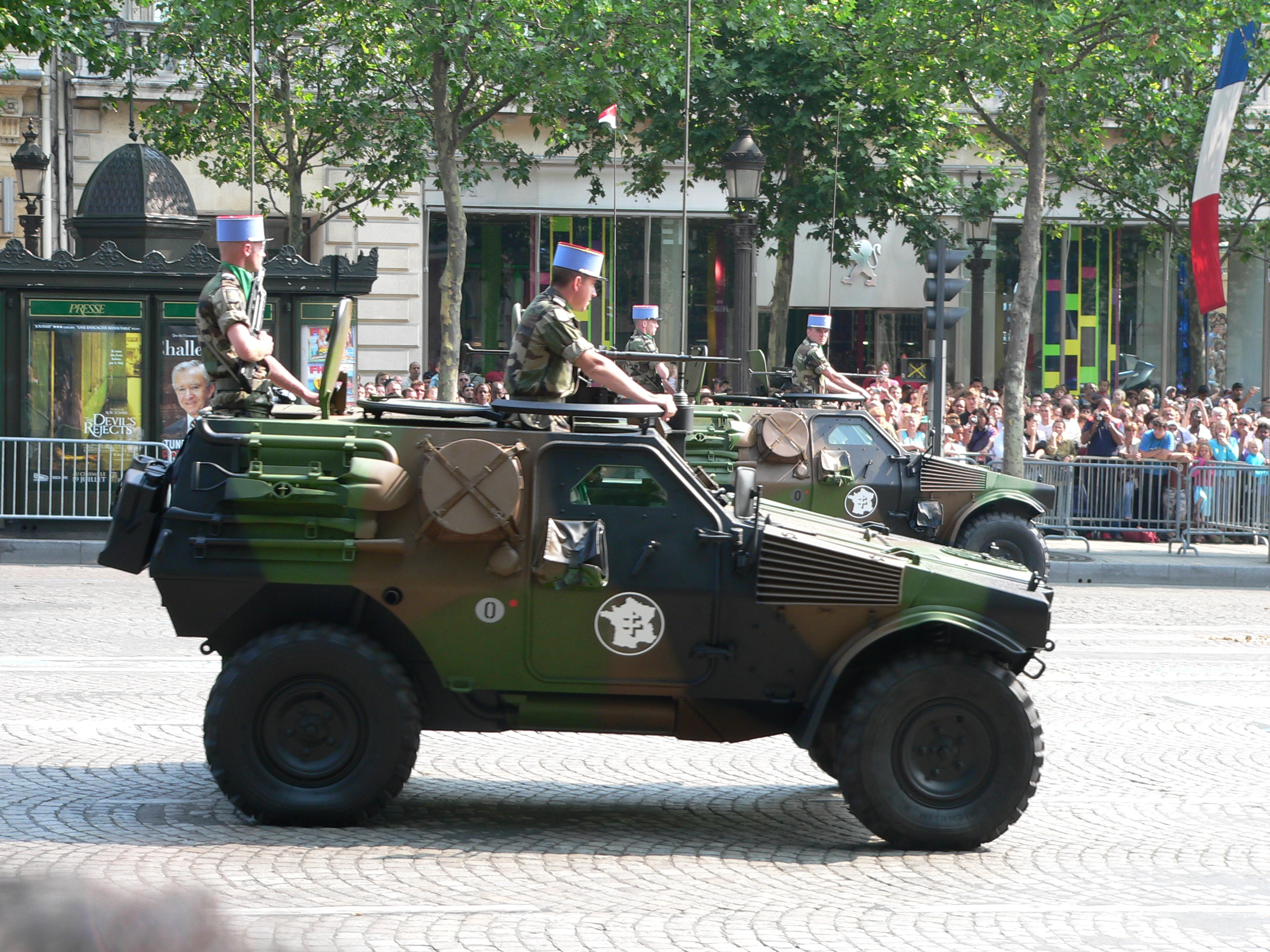
VBL
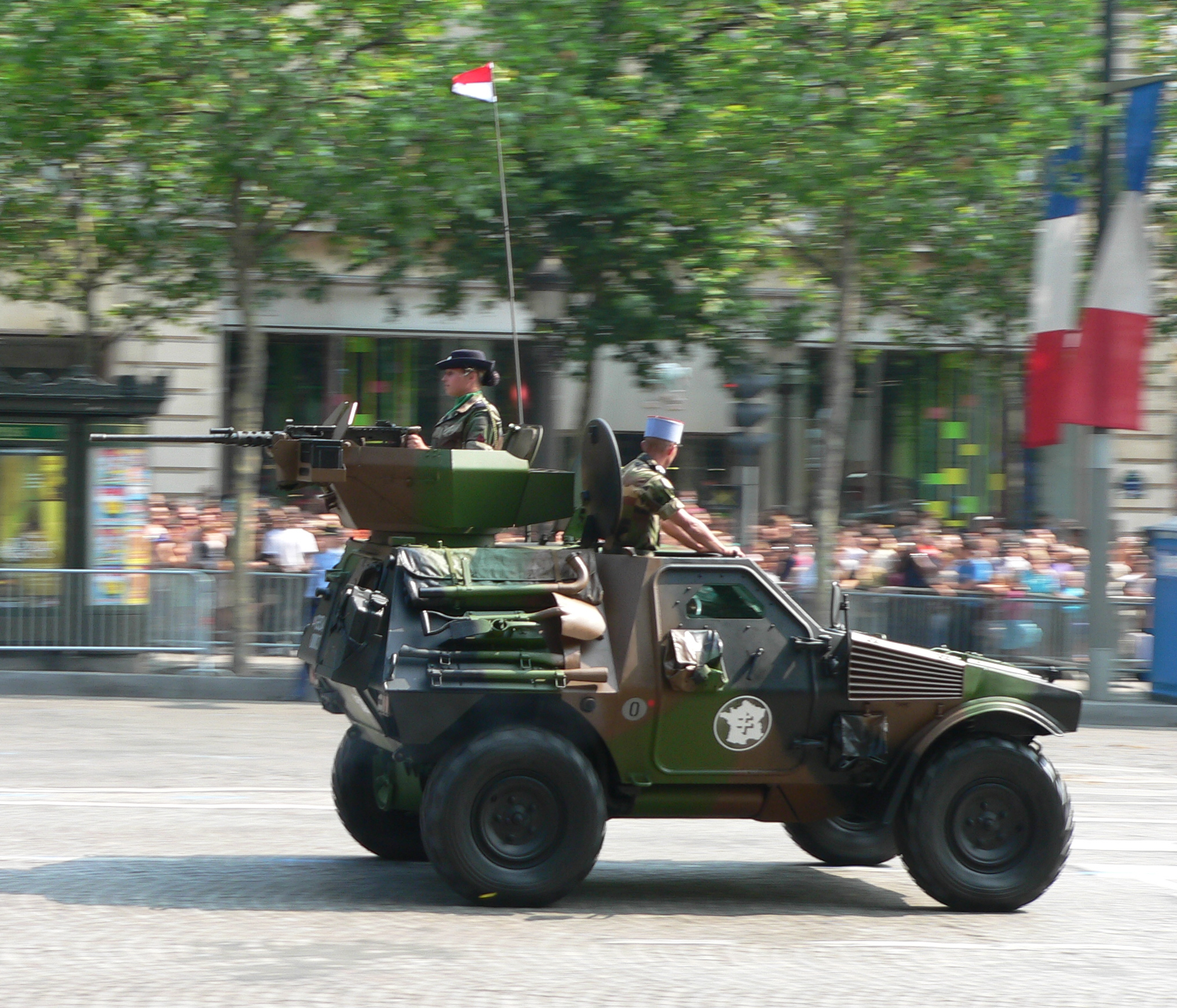
VBL RECO 12.7
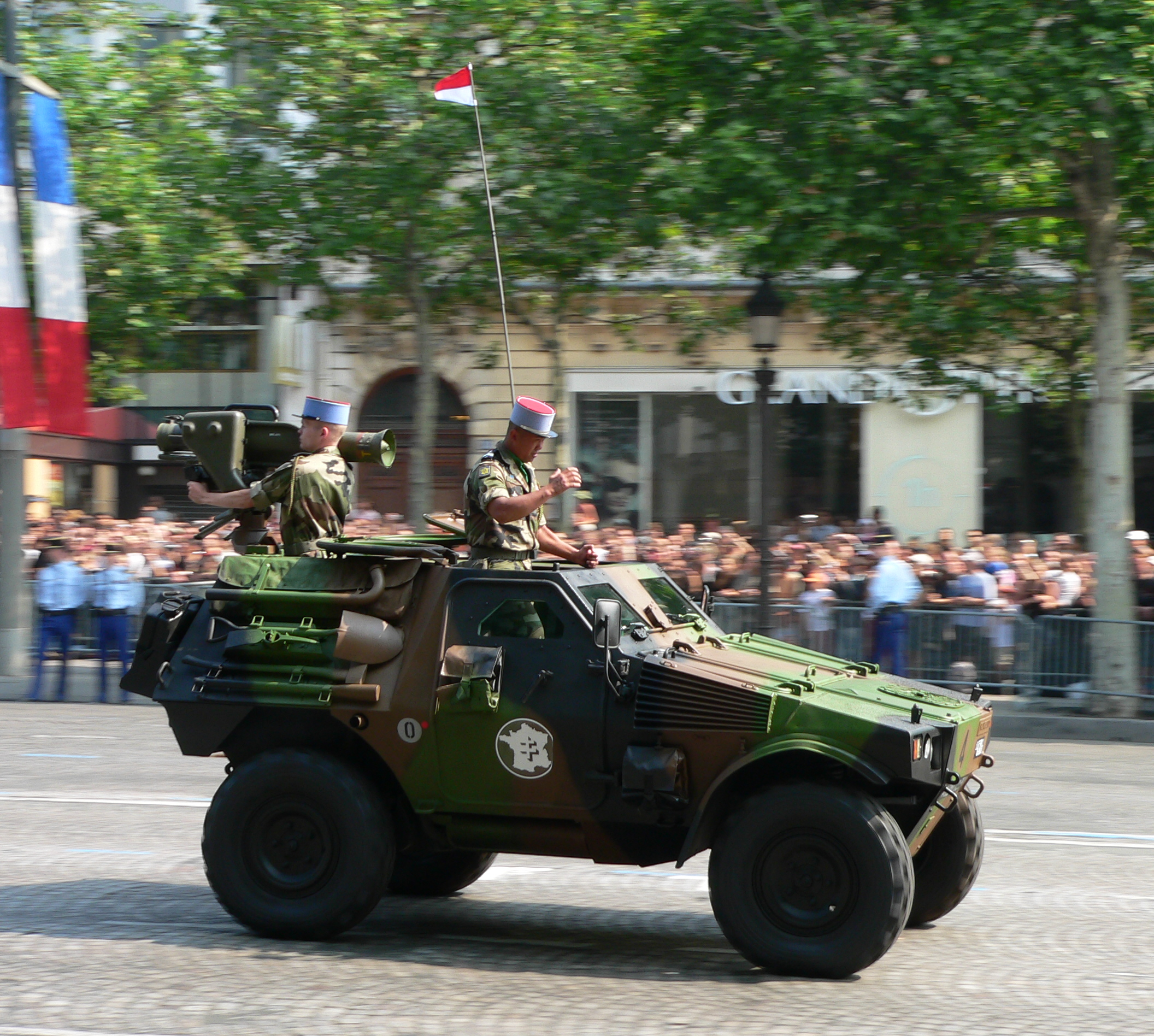
VBL MILAN

Експортні варіанти
- ULTRAV M11: NBC (Nuclear Biological Chemical — Ядерний, Біологічний та Хімічний захист) розвідувальний варіант.
- VBL TOW: Протитанкова ракетна платформа великої дальності дії (до 3750 метрів). Радіоустаткування: 1 або 2 УКХ передавачі / приймачі. Озброєння: Один протипіходний гранатомет TOW: Система денної/нічної стрільби(4 ракети). Додаткова зброя: Один кулемет калібру 7,62 мм (2000 набоїв).
- VBL ALBI-MISTRAL: Зенітна установка. Радіоустаткування : 2 УКХ PR4G передавачі / приймачі (1 для тактичного зв'язку; 1 для передачі даних системи ведення вогню). Озброєння: Сдвоєна башта ALBI для стрільби протиповітряними ракетами MISTRAL, 6 ракет, разом з 2 ракетами у пускових трубах. Додаткова зброя: один кулемет калібру 7,62 мм (1200 набоїв).
- VBL (à flancs redressés) CANON: З баштою з автоматичною 20 мм гарматою. Радіоустаткування : 1 УКХ передавач/приймач. Озброєння: MK 20 Rh 202 автоматична 20 мм гармата (Швидкість вогню: 1000 пострілів/хвилина, Кути вертикального наведення: −10° до +45°, Боєкомплект: 260, Приціл: ZEISS PERI-Z-16, Додаткове обладнання — лазерний далекомір, тепловізор).
- VBL TOURELLE FERMEE: З дистанційно керованою баштою з 12,7 мм кулеметом. Радіо: 1 або 2 УКХ передавачі/приймачі. Озброєння: 12.7 мм або 7.62 мм кулемет або автоматичний 40 мм гранатомет (Боєкомплект: 600 набоїв, камера день/ніч, лазерний далекомір).

## Оператори
- Франція: 1,621 VBL.
- Бенін: 10[2]
- Ботсвана: 37[2]
- Камерун: 5[2]
- Джибуті: 10[2]
- Габон: 14[2]
- Греція: 242[2]

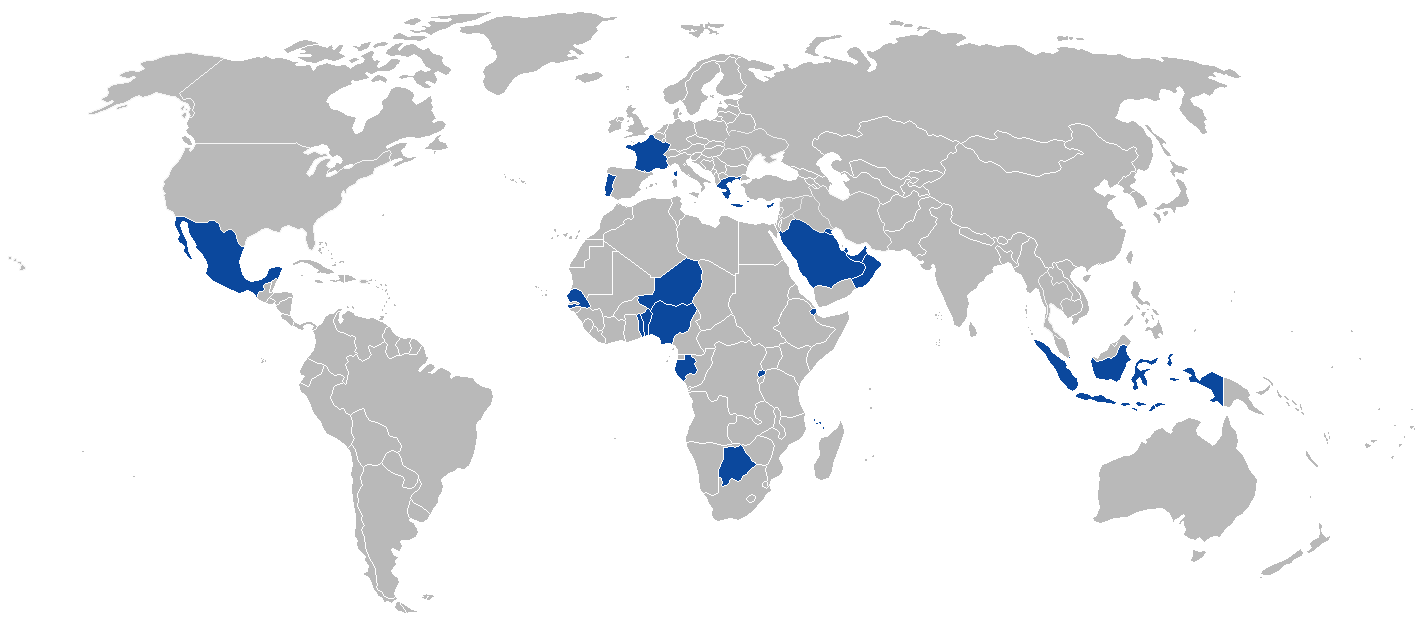
Оператори VBL.

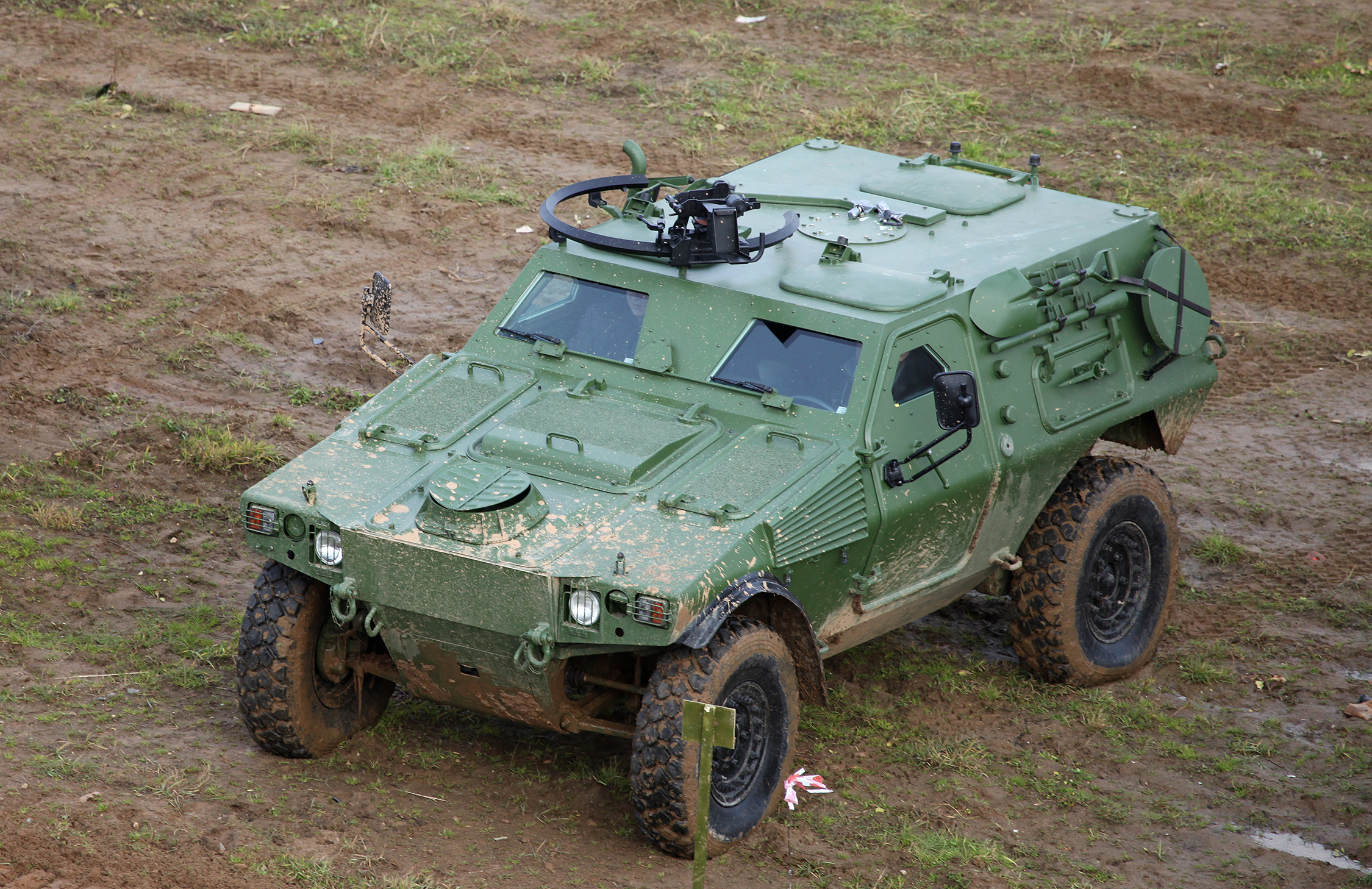
VBL на російській виставці зброї у 2013.

- Грузія: Грузинські штабні підрозділи, що були частиною ISAF використовували VBL та VAB у Кабулі.
- Індонезія: 18[2]
- Кувейт: 40[2]
- Мексика: 40[2]
- Нігер: 7[2]
- Нігерія: 72[2]
- Оман: 132[2]
- Португалія: 37[2]
- Катар: 16[2]
- Руанда: 16[2]
- : 2[2]
- Сенегал: 9[2]
- Сербія: 1 використовували контр-терористичні сили (скоріш за все трофеї від ООН захоплені під час Боснійської війни).
- Того: 2[2]
- ОАЕ: 24[2]

### Майбутні оператори
- Росія: замовлення на 500 одиниць.[3]